# Konståret 1967

## Händelser

### Okänt datum
- Sigvard Ohlssons Che Guevara-affischen trycks [1].
- Utställningen Multikonst öppnas på 100 platser i Sverige, med mottot "God konst till måttliga priser" [2].
- Friedensreich Hundertwasser håller ett första Nakental om arkitektur i München.
- Konstmuseet Brücke-Museum Berlin invigs.
- Verksamheten Levande Verkstad startas av pedagogen Adelyne Cross-Eriksson.
- Riksutställningar tar över verksamheten inom Riksförbundet för bildande konst

## Priser och utmärkelser
- Prins Eugen-medaljen tilldelas Lennart Rohde, målare och grafiker, Börje Veslen, grafiker, Richard Mortensen, dansk konstnär, och Kain Tapper, finländsk skulptör.

## Verk
- David Hockney – Ett större plask

## Utställningar
- New Documents Photography – Fotoutställning av John Szarkowski på Museum of Modern Art.

## Födda
- 5 februari - Olafur Eliasson, dansk installationskonstnär.
- 25 mars - Matthew Barney, amerikansk konstnär.
- 7 juli - Kristina Jansson, svensk målare.
- 7 oktober - Fredrik Egerstrand, svensk skådespelare, regissör och konstnär.
- 30 oktober - Annika von Hausswolff, svensk konstnär.
- okänt datum - Lisa Jevbratt, svensk konstnär och professor.
- okänt datum - Sara Mannheimer,svensk glaskonstnär.
- 29 augusti - Jiří Růžek,  tjeckisk konstnär och fotograf.
- okänt datum - Karin Hansson, svensk konstnär.
- okänt datum - Miriam Bäckström, svensk konstnär och fotograf.
- okänt datum - Patricia Barkman, svensk konstnär.
- okänt datum - Pär Engsheden, svensk kläddesigner.
- okänt datum - Simon Starling, engelsk konceptkonstnär.
- okänt datum - Walid Raad, libanesisk samtidskonstnär.
- okänt datum - Lasse Björk, svensk illustratör, karikatyr- och tidningstecknare.

## Avlidna
- 15 augusti - René Magritte (född 1898), belgisk konstnär.
- 27 oktober - Arvid Källström (född 1893), svensk konstnär och skulptör.
- okänt datum - Josef Öberg (född 1890), svensk konstnär, målare, tecknare.
- okänt datum - Karl Larsson (född 1893), svenskamerikansk konstnär och skulptör.

### Fotnoter
1. ↑  Sverige 1900-talet – Från kungatavla till idolposter, NE, Bra Böcker, 2000
2. ↑  Hundra år i Sverige - 1967, Hans Dahlberg, Albert Bonniers, 1999